# IO Волопаса
IO Волопаса (лат. IO Boötis) — двойная затменная переменная звезда типа W Большой Медведицы (EW) в созвездии Волопаса на расстоянии приблизительно 814 световых лет (около 249 парсеков) от Солнца. Видимая звёздная величина звезды — от +12,21m до +11,61m. Орбитальный период — около 0,271 суток (6,504 часа).

## Характеристики
Первый компонент — жёлтый карлик спектрального класса F8*, или G. Радиус — около 0,93 солнечного, светимость — около 0,613 солнечной. Эффективная температура — около 5300 K.
Второй компонент — жёлтый карлик спектрального класса G.